# Matthew Hudson-Smith
Matthew Lloyd (Matt) Hudson-Smith (Wolverhampton, 26 oktober 1994) is een Brits sprinter en Europees recordhouder op de 400 m sinds 2023 (43,74). Hudson-Smith is op de 4 × 400 m estafette tweevoudig Europees kampioen (2018, 2022) en won in 2022 op dit onderdeel brons op de wereldkampioenschappen. Hij nam eenmaal deel aan de Olympische Spelen in 2016, maar bleef hierbij medailleloos.

## Biografie

### Eerste jeugdsuccessen
Hudson-Smith meldde zich in 2006 aan bij de lokale atletiekclub van zijn geboorteplaats. Na in de eerste jaren allerlei verschillende onderdelen te hebben beoefend, richtte hij zich vanaf 2008 op de sprint. In 2010 en 2011 concentreerde hij zich daarbij op de 200 m, waarop hij op de Engelse schoolkampioenschappen tweemaal tweede werd. Na wat tegenslag als gevolg van blessure en ziekte wist hij in 2013 op die schoolkampioenschappen de titel te winnen.
Dat jaar was ook het jaar van zijn internationale debuut. Op de Europese juniorenkampioenschappen behaalde hij twee bronzen medailles. Op de 200 m eindigde hij na zijn landgenoten Nethaneel Mitchell-Blake en Leon Reid. Samen met Alex Boyce, Ben Snaith en George Caddick behaalde Hudson-Smith vervolgens ook brons op de 4 x 400 m estafette.

### Europese estafettetitel
Op de Europese kampioenschappen van 2014 behaalde hij zilver op de 400 m, achter zijn landgenoot Martyn Rooney. Op de 4 × 400 m volgde daarna het eerste hoogtepunt van zijn atletiekcarrière. Samen met Conrad Williams, Michael Bingham en Martyn Rooney snelde hij naar de Europese titel. Eerder dat jaar had Hudson-Smith samen met Conrad Williams, Michael Bingham en Daniel Awde ook al de finale gewonnen van dit estafettenummer op de Gemenebestspelen in Glasgow.

### Olympisch debuut in 2016
Tijdens de EK van 2016 in Amsterdam maakte Hudson-Smith opnieuw deel uit van de Britse estafetteploeg voor de 4 × 400 m. Samen met Rabah Yousif, Delano Williams en Jack Green liep hij naar de bronzen medaille. Vervolgens nam hij deel aan de Olympische Spelen in Rio de Janeiro. Hij kwam uit op de 400 m en de 4 × 400 m. In de finale van de 400 m eindigde hij als achtste. In de series van de estafette werd het Britse viertal gediskwalificeerd.

### Europees record in 2023 en 2024
Tijdens de halve finales van de WK van 2023 in Boedapest verbeterde Hudson-Smith het 36 jaar oude Europees record op de 400 m van de Oost-Duitser Thomas Schönlebe met 0,07 tot 44,26. Op 20 juli 2024 verbeterde hij zijn eigen record en liep bij de Diamond League wedstrijd in Londen een tijd van 43.74.

## Titels
- Europees kampioen 400 m - 2018, 2022
- Europees kampioen 4 x 400 m - 2014, 2022
- Gemenebestkampioen 4 x 400 m - 2014
- Brits kampioen 400 m - 2016, 2017, 2018, 2019, 2022

## Persoonlijke records
Outdoor
| Onderdeel | Prestatie        | Datum        | Plaats     |
| --------- | ---------------- | ------------ | ---------- |
| 100 m     | 11,13 (+0,9 m/s) | 27 juni 2012 | Watford    |
| 200 m     | 20,60 (+1,9 m/s) | 25 juli 2020 | Clermont   |
| 300 m     | 32,74            | 7 juni 2015  | Birmingham |
| 400 m     | 43,74 (ER)       | 20 juli 2024 | Londen     |

Indoor
| Onderdeel | Prestatie | Datum            | Plaats     |
| --------- | --------- | ---------------- | ---------- |
| 60 m      | 6,96      | 14 januari 2012  | Birmingham |
| 200 m     | 21,33     | 24 februari 2013 | Birmingham |
| 300 m     | 32,80     | 14 januari 2022  | Birmingham |
| 400 m     | 48,76     | 34 februari 2013 | Birmingham |

## Palmares

### 200 m
- 2013:  EK U20 - 20,94 s

### 400 m
- 2014:  EK - 44,75 s
- 2016: 8e OS - 44,61 s
- 2018:  EK - 44,78 s
- 2022:  WK - 44,66 s
- 2022:  EK - 44,53 s
- 2023:  WK - 44,31 s

Diamond League-podiumplaatsen
- 2024:  Bislett Games - 44,07 s (ER)

### 4 x 400 m
- 2013:  EK U20 - 3.05,14
- 2014:  Gemenebestspelen - 3.00,46
- 2014:  EK - 2.58,79
- 2016:  EK - 3.01,44
- 2016: DSQ in serie OS
- 2017:  WK - 2.59,00
- 2022:  EK - 2.59,35